# Strobilanthes oresbius
Strobilanthes oresbius är en akantusväxtart som beskrevs av W. W. Smith. Strobilanthes oresbius ingår i släktet Strobilanthes och familjen akantusväxter. Inga underarter finns listade i Catalogue of Life.